# Galaks złoty
Galaks złoty (Galaxias maculatus) – gatunek amfidromicznej ryby stynkokształtnej z rodziny galaksowatych (Galaxiidae).

## Występowanie
Szeroko rozpowszechniony w strefie klimatu umiarkowanego półkuli południowej, z wyjątkiem południowej Afryki. W zasięgu jego występowania położone są Nowa Zelandia z wyspami: Północną, Południową, Stewart, Chatham, Australia – od Brisbane, dalej wzdłuż pasma Wielkich Gór Wododziałowych na południe, do Albany w Australii Zachodniej, łącznie z Tasmanią, Wyspą Flindersa, Lord Howe i King w Cieśninie Bassa, Chile od 35°S do 55°S, Argentyna z Ziemią Ognistą i ujściem Río Negro, Falklandy.

## Środowisko
Gatunek amfidromiczny. Występuje zarówno w wodach płynących, jak i stojących. Bytuje na obszarach o niskich wysokościach bezwzględnych (do 230 m n.p.m.), w przybrzeżnych rzekach i jeziorach, z dostępem do morza lub oceanu. Znane są również populacje śródlądowe. Toleruje zasolenie do 50‰.

## Morfologia
Dorosłe osobniki osiągają długość maksymalną 19 cm (według innych źródeł 16 cm), średnia długość wynosi 10 cm. Płetwa brzuszna położona w okolicy połowy długości ciała, z 7 promieniami miękkimi. Płetwy grzbietowe i odbytowa przesunięte w stronę ogona, z odpowiednio 10–12 (10–13) i 15–17 (16–19) promieniami miękkimi. Grzbiet pomarańczowobrązowy z czarnymi plamkami, boki pomarańczowozłote pokryte licznymi czarnymi i czerwonymi plamkami. Płetwy bez plamek, lśniące, lekko złotawe. Pyszczek zaokrąglony.

## Cykl życia
Na okres rozrodu, w czasie przypływu, wpływa w ujścia rzek, składając na żwirowym i kamienistym dnie lub w przybrzeżnej roślinności od kilkuset do kilku tysięcy jaj. Jaja rozwijają się około dwóch tygodni. Młode po wykluciu zabierane są przez odpływ do morza, gdzie następuje okres szybkiego wzrostu. Po około 4–6 miesiącach wracają ławicami do wód słodkich. Tarło nie występuje poza ujściami rzek, stąd też nie można klasyfikować gatunku jako katadromiczny. Populacje śródlądowe z kolei, żeby złożyć jaja płyną w górę rzeki podczas wezbrań, do dopływów źródłowych. Tam składają jaja na zalanych przez wodę trawiastych terenach. Larwy po wykluciu spłukiwane są w dół rzeki do jezior, gdzie rozwijają się w przybrzeżnej roślinności. Wiele osobników ginie po tarle, tylko nieliczne przeżywają kolejny rok.

## Odżywianie
Żywią się małymi owadami wodnymi i lądowymi, a także małymi skorupiakami.

## Znaczenie gospodarcze
Poławiany przybrzeżnie, sieciowo. Ma duże znaczenie dla połowów przemysłowych na półkuli południowej. Poławiane są osobniki młode, jeszcze białe, które po wykluciu przebywają w strefie przybrzeżnej otwartego morza. Galaks ma delikatne i bardzo smaczne mięso. W Nowej Zelandii na szeroką skalę rozwinął się przemysł przetwórstwa rybnego związany z galaksami złotymi. Konserwy były niegdyś eksportowane do wielu krajów na całym świecie, obecnie spożywane są głównie w kraju.

## Status
IUCN uznaje go za gatunek najmniejszej troski (LC, Least Concern) od 2014. Trend populacji nieznany.